# Titrationsgrad
Als Titrationsgrad ({\displaystyle \tau }, griech. Buchstabe: tau) wird in der Titrimetrie das Verhältnis der Äquivalentstoffmenge {\displaystyle n_{\mathrm {R(eq)} }} der zugegebenen Maßlösung zur Ausgangs-Äquivalentstoffmenge {\displaystyle n_{\mathrm {0(eq)} }} des zu bestimmenden Stoffes in der Probelösung bezeichnet:
{\displaystyle \tau ={\frac {n_{\mathrm {R(eq)} }}{n_{\mathrm {0(eq)} }}}}
Titrationskurven können in Abhängigkeit des Titrationsgrades dargestellt werden, da dieser proportional zur zugegebenen Menge der Maßlösung ist. Am Äquivalenzpunkt liegen Maßlösung und zu bestimmende Substanz in äquivalenten Mengen vor, daher ist an diesem Punkt der Titrationsgrad 1 oder 100 %.